# Santuario basilica di San Luigi Gonzaga
Il santuario basilica di San Luigi Gonzaga è un edificio religioso di Castiglione delle Stiviere, in provincia di Mantova e si affaccia nella piazza dedicata al santo, patrono mondiale della gioventù. Nell'aprile del 1964 papa Paolo VI lo elevò alla dignità di basilica minore.

## Storia e descrizione

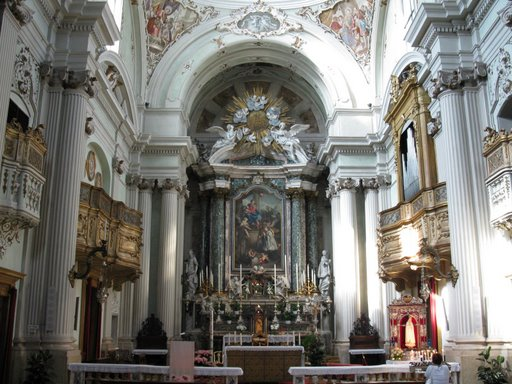
Interno

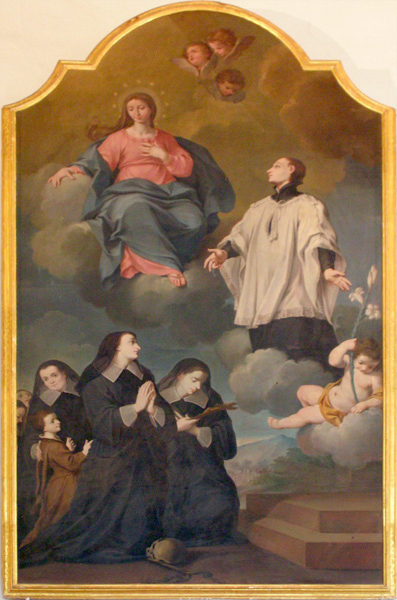
Castiglione delle Stiviere, basilica di San Luigi. San Luigi presenta alla Vergine le tre nipoti Cinzia, Olimpia e Gridonia

Edificata nel 1608 per volere del marchese Francesco Gonzaga, fu terminata nel secolo successivo.
L'interno è a navata unica secondo lo spirito dei decreti del Concilio di Trento, perché l'attenzione dei fedeli fosse concentrata sull'altare e sul celebrante.
Tra le opere d'arte custodite nella basilica è da citare l'affresco rappresentante la gloria di San Luigi del pittore veronese Giorgio Anselmi, del 1740.
In una cappella di sinistra è collocata una pala del 1650, La Pietà, opera del Guercino.
Sull'altare maggiore, in un'urna settecentesca, è conservato il teschio del santo al di sopra del quale è collocata la pala settecentesca del pittore veronese Antonio Balestra che raffigura San Luigi in preghiera davanti alla Vergine. Sulla parete destra del presbiterio, sulla cantoria, vi è l'organo a canne, costruito da Gerolamo Bonato nel 1794.
Nel 1991 papa Giovanni Paolo II pregò nella basilica in occasione della sua visita pastorale.

### Sepolti illustri
In una cappella laterale di destra sono esposti i corpi delle venerabili Cinzia, Olimpia e Gridonia Gonzaga, nipoti di san Luigi e fondatrici dell'ordine delle vergini di Gesù.